# Rasoul Khadem
Rasoul Khadem (n. 18 martie 1972, Mașhad, Provincia Khorasan, Iran) este un luptător ce a reprezentat Iran, medaliat olimpic. A participat la 2 ediții ale Jocurilor Olimpice (1992, 1996) în care a câștigat o medalie de aur și o medalie de bronz.